# Pfarrkirche Modriach

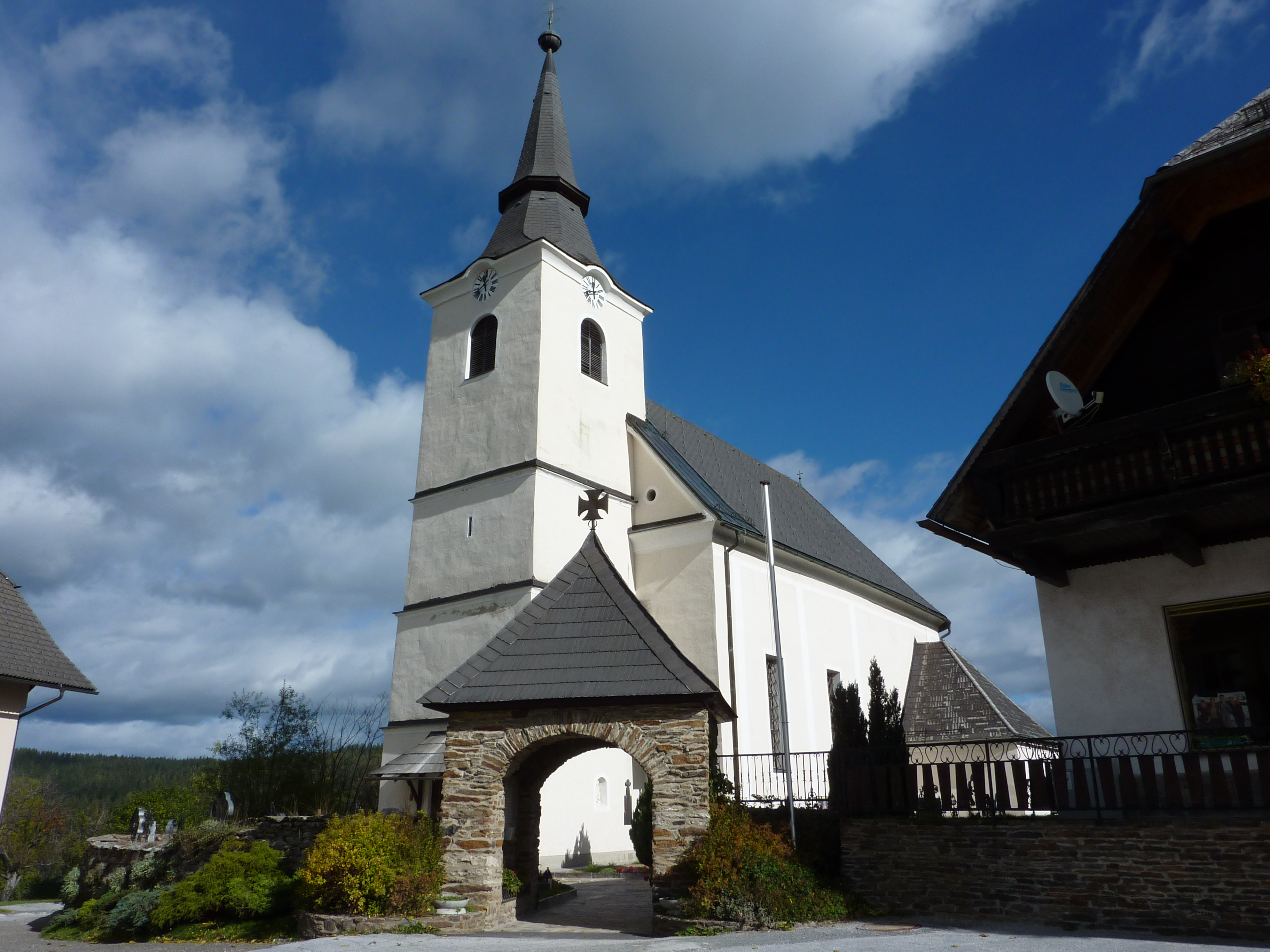
Die Kirche im Oktober 2013

Die Pfarrkirche Modriach ist die römisch-katholische Pfarrkirche im Ort Modriach in der Marktgemeinde Edelschrott in der Steiermark. Die Pfarrkirche hl. Veit gehört zum Dekanat Voitsberg in der Diözese Graz-Seckau. Ihre Geschichte führt bis in die Mitte des 13. Jahrhunderts zurück. Sie ist dem heiligen Veit geweiht.

## Geschichte
Die Kirche wurde erstmals 1245 urkundlich erwähnt und war bis 1786 eine Filiale der Pfarrkirche Pack. Im Jahr 1716 erfolgte ein Neubau der Kirche und nach einem Brand im Jahr 1832 wurde das Kirchendach erneuert. Eine Restaurierung des Innenraumes fand 1964 statt.

## Bauwerk

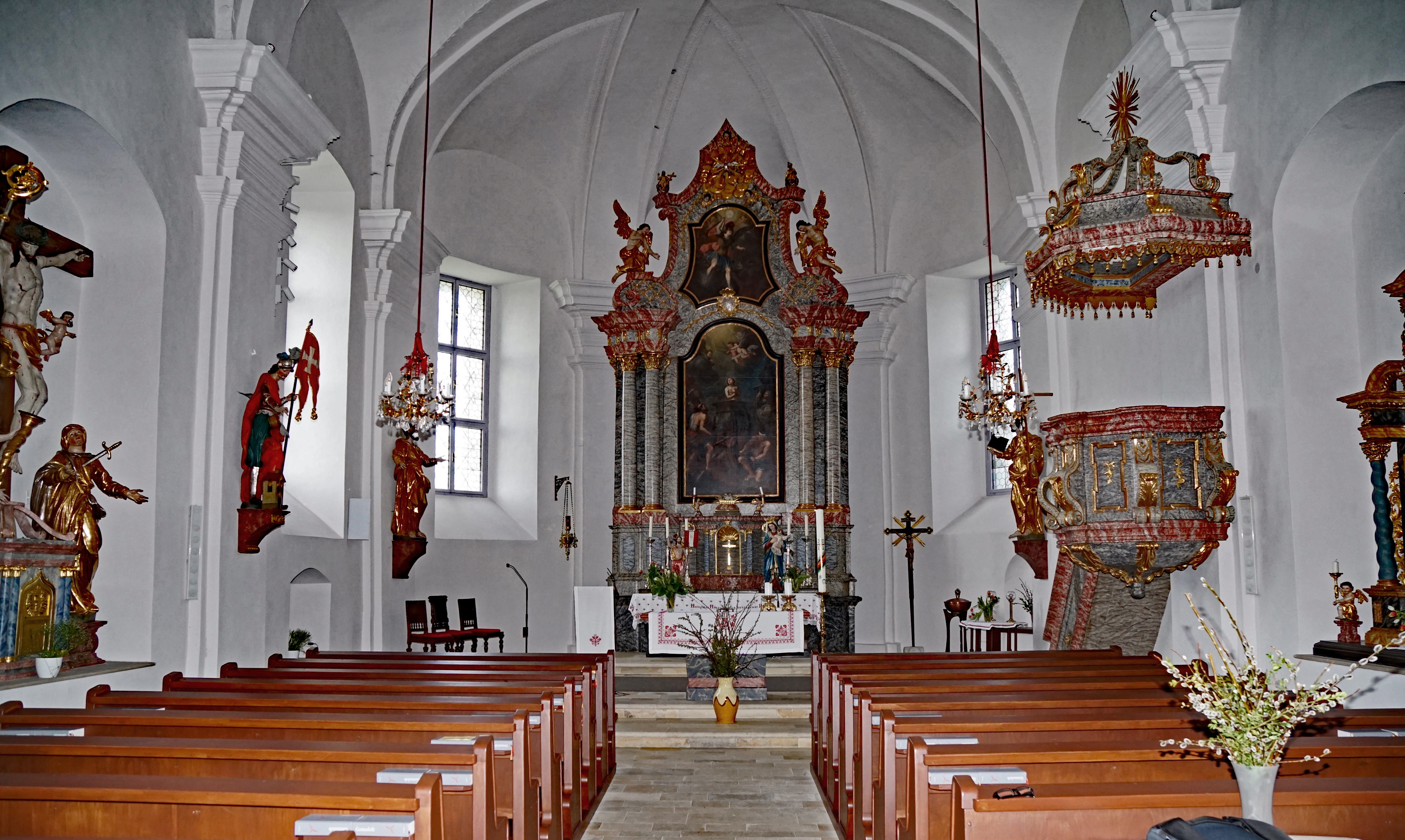
Innenansicht

Die Kirche ist von einer steinernen Kirchhofmauer umgeben. Der gedrungene viergeschoßige Kirchturm mit Spitzhelm befindet sich leicht eingestellt im westlichen Teil des Kirchengebäudes. Die unteren drei Geschoße sind im Stile der Gotik gehalten.
Der Kirchenraum ist vierjochig und weist einen Halbkreisschluss auf. Er wird von einem auf Wandpfeilern ruhenden Kreuzgewölbe mit Gurtbogen überspannt, welche eine feine Stuckzier aufweisen. Die breit gestuften Wandpfeiler besitzen kräftige Gesimskapitelle. Die dreiachsige Empore befindet sich im westlichen Ende des Langhauses und ruht auf einem Kreuzgewölbe mit Rechteckpfeilern. Die Brüstung der Empore ist im mittleren Teil vorschwingend.

## Einrichtung
Der barocke, viersäulige Hochaltar mit Aufsatz stammt aus der Zeit um 1730/40. Das Altarblatt von Johann Veit Hauck zeigt das Martyrium des heiligen Veit. Der Leonhardaltar wurde 1711 und der Kreuzaltar mit Kruzifix und Mater Dolorosa wurde in der zweiten Hälfte des 18. Jahrhunderts aufgestellt. Das Tabernakel stammt aus der Zeit um 1800. Die kleine Orgel von Andreas Schwarz stammt aus dem Jahr 1704, besitzt im Stile des Rokoko gestaltete Wangen und wurde im dritten Viertel des 18. Jahrhunderts aus der Pfarrkirche Pack hierher verbracht. In der Kirche befinden sich mehrere barocke Statuen, von denen die des heiligen Florian aus dem Ende des 17. Jahrhunderts und die restlichen aus dem übrigen 18. Jahrhunderts stammen.